# 長澤奈央
長澤奈央（1984年1月5日—）是一名出身於日本東京的女藝人、演員，後來成為Avex旗下歌手。曾拍攝特攝作品《忍風戰隊破裏劍者》，飾演破裏劍藍（野乃七海），人氣急增。其後從事水著女星的工作，推出多套寫真集，成為一名備受矚目的多棲、多產藝人。
2014年2月22日與足球選手中田浩二結婚，本人亦在自己的部落格中宣布，並且明言將會繼續演藝事業。後在2015年4月3日產下一子，2017年3月17日產下一女，2020年9月19日產下一子。

## 演出作品

### 電視連續劇
- 《市原悅子DRAMA SPECIAL 長崎BURABURA節》（2001年，朝日電視台）飾演 花賣娘
- 《救急救命士・牧田SAORI》緊急出動！豪雨の中の多重衝突事故、16歳未婚の母が渡した母子手帳の秘密…（2002年，朝日電視台）
- 《忍風戰隊破裏劍者》（2002年～2003年，朝日電視台）飾演 野乃七海/破裏劍藍
- 《御宿かわせみ》第二章（2004年，NHK綜合頻道）第2回〈女難劍難〉飾演 おとよ
- 《超人Q dark fantasy》（2004年，東京電視台）第17話〈小町〉飾演 小町
- 《T・R・Y ～夢への階段～》（2005年，京都放送、神奈川電視台、埼玉電視台）飾演 神谷真琴
- 《HOLYLAND》（2005年，東京電視台）
- 《超人麥斯》（2005年，中部日本放送）第13話〈ゼットンの娘〉、第14話〈恋するキングジョー〉飾演 夏海
- 《いちばん暗いのは夜明け前》（2005年、東京電視台）飾演 タエコ
- 《Girl's BOX》「クリスマスのゆくえ」（2005年、BS-i）
- 《恋する！？キャバ嬢》（2006年，東京電視台）飾演 美神星羅
- 《激鬥！偶像予備校》（2006年，KBS京都、TVK）飾演 長澤奈央
- 《心靈探偵 八雲》（2006年，東京電視台）
- 《しにがみのバラッド。》（2007年，東京電視台）
- 《暖流》（2007年，每日放送）飾演 水野雅美
- 《手機搜查官7》（2008年～2009年，東京電視台）飾演 支倉真由子
- 《漫画喫茶都市伝説 呪いのマンナさん》（2008年，BS-i）飾演 カムイ
- 《多米英雄援救武装》（2008年～2009年，愛知電視台）第12話〈お天気おねえさんのゆううつ〉、第46話〈ヒカルは変わらない 年中無休レスキュー魂〉飾演 雨宮キララ
- 《HIT MAKER 阿久悠物語》（2008年，日本電視台）
- 《Drama 8・七瀬ふたたび》（2008年10月16日，NHK）第2話〈危険な力〉飾演 紅服的女
- 《執事喫茶へお帰りなさいませ》（2009年2月，毎日放送）第七話〈お嬢様、素敵な音色をどうぞ〉飾演 綾小路翠
- 《假面騎士W》（2010年3月）第27,28話 飾演 莉莉白銀
- 《大魔神華音》（2010年）飾演 池千代
- 《土曜時代劇・〜鎌倉河岸捕物控〜》 第7話〈亮吉失蹤〉（2010年6月）飾演 おえい
- 《鬼太郎之妻》(2010年6月23日 - 26日、9月25日）飾演 及川滿智子
- 《ホンボシ〜心理特捜事件簿〜》第4話（2011年2月10日）
- 《海賊戰隊豪快者》（2011年）飾演 野乃七海/破裏劍藍
- 《相棒》第十季第1話〈贖罪〉（2011年10月19日）飾演 綱島瑛子
- 《土曜特別劇場・使命と魂のリミット（後編）》（2011年11月12日）飾演 神原春菜
- 《特命係長・只野仁 Final》第1夜・第2夜 （2012年1月6日、7日）飾演 立花小百合
- 《假面騎士Fourze》（2012年）第21話 飾演 宇津木遙
- 《13歳のハローワーク》第3話（2012年1月27日）飾演 敦子
- 《STAND UP!!先導者》（2012年）飾演 三浦久美子
- 《GTO》（2012年）飾演 片山早紀
- 《戰國BASARA -MOONLIGHT PARTY-》（2012年）飾演 濃姫
- 《牙狼＜GARO＞～照亮黑暗的人～》(第十話)（2013年）飾演 遠山未步（陰我霍拉人間態）
- 《非公認戰隊秋葉原連者 Season痛（2013年5月17日）第7痛 CV 哈黛茲琴/瓢雷者
- 《秘密X戰士美少女》（2019年4月14日）第2話 飾演 明日海舞子/明日海咲的媽媽
- 《騎士龍戰隊龍裝者》（2019年10月13日）第30話 飾演 西園寺智美

### 娛樂節目
- 《サバドル!》（2005年，東京電視台）
- 《ナニワ西遊記ごくう！》（2005年，讀賣電視台）
- 《ひらめ筋GOLD》（2005年～2006年，日本電視台）
- 《萌えてムーチョ》（2005年～2006年，東京電視台）
- 《パオパオ アソビ★クリエイターズ》（2006年，BS日本）
- 《Girl's BOX TV》（2007年，BS日本）
- 《サブタイトル:信長と忍者の里》 (-飾菖蒲)（2010年，富士電視台）

### 動畫配音
- 《attacked kuma3》（2008年，讀賣電視台）飾演 kuma藍

### 其它節目
- 《西班牙語會話》（2003年，NHK教育頻道）飾演 學生
- 《オーレ！日テレプラス》（2006年～2007年，BS日本）
- 《J SPORTS WIDE》（2008年～，J SPORTS）

### 電影
- 《自殺サークル》（2002年，OMEGA PROJECT） - 飾演 女子高生
- 《忍風戰隊颶風者 颼 颼！The Movie》（2002年，東映）- 飾演 野乃七海/破裏劍藍
- 《逢いたい》（2003年）- 飾演 鈴木愛
- 《痴漢男》（2005年，TORNADO FILM）- 飾演 宮崎陽子
- 《山路飄移》（2006年，TORNADO FILM）- 飾演 新井由里香
- 《スーパーカブ》（2008年，ジョリー・ロジャー） - 飾演 三咲麗華
- 《小貓的淚》（2008年，TORNADO FILM） - 飾演 治子的班主任
- 《どこに行くの？》（2008年，「どこに行くの？」製作委員會）
- 《水瓶戰記劇場版》（2008年，バイオタイド）
- 《Girl's BOX》（2008年，Girl's BOX THE MOVIE製作委員會） - 飾演 ナオミ
- 《クレーマー》（2008年）Case1、Case2 - 飾演 淺見梨乃
- 《少林老女》（2008年）
- 《ロックンロールダイエット》（2008年）
- 《大決戦!超ウルトラ8兄弟》（2008年） - 飾演 DAIGO的母親（數十年前）
- 《春琴抄》（2008年） - 飾演 春琴
- 《芸者vs忍者》（2008年） - 飾演 女忍者
- 《貓拉麵大將》（2008年） - 飾演 まりこ
- 《聖白百合騎士團》（2009年 導演・田淵壽雄）
- 《ハード・リベンジ、ミリー ブラッディバトル》（2009年）
- 《假面騎士W A 至 Z/命運的Gaia Memory》（2010年）- 飾演 莉莉白銀(特別演出)
- 《假面騎士Fourze THE MOVIE 大家的宇宙來了!》（2012年）- 飾演 宇津木遙(特別演出)
- 《假面騎士1號》(2016年)飾演 伊古菈(特別演出)
- 《HE-LOW THE FINAL》(2022年)

### 舞台
- 「路地裏的溫柔的貓」（2008年2月1日～11日，假赤坂RED/THEATER舉行） - 飾演 フブキ

### 電台節目
- 《長澤奈央とangelaのオラ・ラジ～オ!》（2003年、文化放送）※舊題『長澤奈央のオラ・アミ～ゴ!』
- 《IKINARI!火曜日・長澤奈央的KISS KISS KISS》（2004年、東北放送）
- 《氏神・長澤的昭和歌謡NOW!》（2004年10月～2005年3月、文化放送）
- 《激鬥！偶像預備校》（2006年7月～、大阪電台）
- 《Dimension NAO》（2006年10月～2007年4月、關西電台）

### 網上電視
- 「雑学のススメ!」（2006年，EZ CHANNEL）

### 網上電台
- 「おしゃべりやってまーす」（2004年，K'z Station）

### 廣告
- 自行車協會BAA

### DVD
- 《スケアー～地獄の課外授業～》（2002年，J.V.D.）
- 《忍風戰隊破裏劍者VS牙吠連者》（2003年，東映）飾演 野乃七海/破裏劍藍
- 《爆龍戰隊暴連者VS破裏劍者》（2004年，東映）飾演 野乃七海/破裏劍藍
- 《幽霊より怖い話》Vol.2（2005年，波麗佳音）
- 《日本版こっくりさん》（2005年，forside.com）
- 《DEATH FILE》（2006年，forside.com）飾演 唐澤實奈
- 《Girl's BOX 箱入り娘の4つのX'mas story》（2006年，ACE DEUCE ENTERTAINMENT）全四集
- 《DEATH FILE 2》（2007年，forside.com）飾演 唐澤實奈
- 《轟轟戰隊冒險者VS超級戰隊》（2007年，東映）- 飾演 野乃七海/破裏劍藍
- 《每日がスロ曜日 ドキ! もえのパチスロ初体験 徹底攻略 押忍！番長編》（2007年，TORNADO FILM）飾演 長谷川もえ
- 《每日がスロ曜日 ドキッ! もえのガチンコパチスロバトル 完全攻略 秘宝伝編》（2007年，TORNADO FILM）飾演 長谷川もえ
- 《每日がスロ曜日 ドキッ! もえのパチスロバトルロワイヤル 究極攻略 押忍！番長&秘宝伝編》（2007年，TORNADO FILM）飾演 長谷川もえ
- 《英雄媽媽★聯盟》（2018年，東映）- 飾演 野乃七海/破裏劍藍

### 其它
- 「あなたも参加する刑事裁判～裁判員制度が始まります～」（2005年，最高裁判所）

## 音樂紀錄

### 單曲作品
1. 《Pump up!》（2003年6月25日發售，King Record製作）
2. 《×○×○×○（キスキスキス）》（2004年1月21日發售，King Record製作）
3. 《ママセッド》（2005年3月24日發售，Avex trax製作）
4. 《ラブボディー》（2005年7月27日發售，Avex trax製作）
5. 《Fun Time》（2005年11月30日發售，Avex trax製作）
6. 《ラブボディー III》（2006年9月13日發售，Avex trax製作）
7. 《GAME/ラブボディー for...》（2006年12月6日發售，Avex trax製作）
8. 《To you》（2007年9月19日發售，Avex trax製作）

### 個人大碟
1. 《Trip Lip》（2003年8月6日發售，King Record出版）
2. 《BODIES》（2006年3月29日發售，Avex trax出版）
3. 《愛体 - SEASON I -》（2007年3月21日發售，Avex trax出版）
4. 《NAO BEST》（2008年3月5日發售，Avex trax出版）

### DVD
1. 《NN BOX》（2004年）
2. 《Girl's BOX PREMIUM 01 ★Re-Born》（2007年）
GAME / LOVE BODY / LOVE BODY-SEVEN
3. 《Girl's BOX TV ~夏祭り!!SPECIAL LIVE~》（2007年）
4. 《NAO BEST CLIPS》（2008年）

### 其他作品
1. 《Girl's BOX 〜Best Hits Compilation〜》（2005年3月16日發售）
〈×○×○×○（KISS KISS KISS）〉
2. 《Girl's BOX 〜Best Hits Compilation Summer〜 》（2005年7月13日發售）
〈LOVE BODY（Girl's BOX Version）〉
3. 《Girl's BOX 〜Best Hits Compilation Winter〜》（2005年11月30日發售）
〈Giant X’mas～友情絲帶～〉(3rd X'mas feat.dream、長澤奈央、SweetS、星井七瀨、嘉陽愛子、PARADISE GO!! GO!!、齊藤未知)
〈戀人的聖誕老人〉
4. 《金魚「LOVERS HIGH」》：期間限定（2007年7月11日發售）

## VIDEO及DVD
1. 《blue wonder》（2002年，波麗佳音製作）
2. 《Endless Blue》（2003年，JVD製作）
3. 《Witch～Trip Lip The Movie～》（2004年，King Record製作）
4. 《NAO MODE》（2005年，Vega Factory製作）
5. 《NAO-SIDE》（2005年，For-side.com製作）
6. 《Nao-ist》（2005年，GOT製作）
7. 《SEVEN》（2006年，For-side.com製作）
8. 《Nao N ナ・オ・ン》（2006年，For-side.com製作）
9. 《長澤奈央 BOX》（2006年，For-side.com製作）
10. 《NAO-MAIL》（2007年，For-side.com製作）
11. 《NAO-MAIL2》（2007年，For-side.com製作）
12. 《ナ・オ・モ・デ・ル》（2007年，For-side.com製作）
13. 《NAO SIZE》（2008年，竹書房製作）

## 推出書籍

### 寫真集
1. 《Happy Blue》（2002年，WANI-BOOKS出版）ISBN 978-4-8470-2725-3
2. 《NAO》（2003年，講談社出版）ISBN 978-4-06-364519-4
3. 《steppin'》（2004年，WANI-BOOKS出版）ISBN 978-4-8470-2812-0
4. 《21!》（2005年，竹書房出版）ISBN 978-4-8124-2049-2
5. 《LOVE BODY'S SPECIAL BOX 愛体》（2007年，GOT出版）ISBN 978-4-86084-610-7
6. 《REAL BLUE》（2007年，竹書房出版）ISBN 978-4-8124-3237-2

## 資料來源
1. ↑  .   [2014-02-22]. （原始内容存档于2017-05-11）.

## 外部連結
- 【NAGASAWA NOW!】- 長澤奈央官方網站
- 【-NN Blog-】 （页面存档备份，存于）- 長澤奈央官方部落格
- 【B-TRUE】
- Avex公司旗下藝人介紹網站
- Starchild公司旗下藝人介紹網站 （页面存档备份，存于）
- 長澤奈央【IDOL☆ULTRAMIX】

| 前任： 柴木丈瑠 （百獸戰隊牙吠連者） | 日本超級戰隊系列藍色戰士演員 忍風戰隊破裏劍者 同期：姜暢雄 2002年2月17日-2003年2月9日 | 繼任： 富田翔 （爆龍戰隊暴連者） |